# الكننة (الطويلة)

تعديل مصدري - تعديل

الكننة هي إحدى قرى عزلة بني الخياط بمديرية الطويلة التابعة لمحافظة المحويت، بلغ تعداد سكانها 125 نسمة حسب تعداد اليمن لعام 2004.